# 6137 Johnfletcher
6137 Johnfletcher este o planetă minoră (asteroid), cu un diametru de 30,72 km, din centura de asteroizi. A fost descoperită pe 25 ianuarie 1991 la JCPM Yakiimo Station⁠(d) de Akira Natori⁠(d). 
Obiectul prezintă o orbită caracterizată de o semiaxă mare de 3,215935 UAi, o excentricitate de 0,06, o înclinație de 15,43674 ° în raport cu ecliptica.